# Поварницын, Александр Васильевич
Алекса́ндр Васи́льевич Поварни́цын (род. 12 апреля 1994, Ижевск) — российский биатлонист.

## Спортивная карьера
В феврале 2015 года в составе мужской эстафетной команды стал чемпионом мира среди юниоров на чемпионате в Раубичах. Там же стал бронзовым призёром в гонке преследования.
Участник соревнований Кубка IBU 2015/2016.
4 марта 2017 года в спринте, прошедшем в финском Контиолахти, одержал первую личную победу в гонках Кубка IBU.

### Кубок мира
7 февраля 2016 года главный тренер сборной России по биатлону Александр Касперович сообщил о том, что Александр Поварницын выступит на 8-м этапе Кубка Мира 2015/2016 в американском Преск-Айле.
В своей дебютной гонке в Кубке Мира 11 февраля 2016 года в Преск-Айле Александр занял 28-е место. На следующий день в гонке преследования финишировал десятым. 13 февраля стартовал в эстафетной гонке; российская команда в составе Волкова, Поварницына, Малышко и Цветкова стала четвёртой.

## Статистика выступлений в Кубке Мира
| 2018/2019 Итоги | 2018/2019 Итоги | Поклюка | Поклюка | Поклюка | Поклюка | Поклюка | Хохфильцен | Хохфильцен | Хохфильцен | Нове-Место | Нове-Место | Нове-Место | Оберхоф | Оберхоф | Оберхоф | Рупольдинг | Рупольдинг | Рупольдинг | Антхольц | Антхольц | Антхольц | Канмор | Канмор | Солт-Лейк-Сити | Солт-Лейк-Сити | Солт-Лейк-Сити | Солт-Лейк-Сити | ЧМ Эстерсунд | ЧМ Эстерсунд | ЧМ Эстерсунд | ЧМ Эстерсунд | ЧМ Эстерсунд | ЧМ Эстерсунд | ЧМ Эстерсунд | Холменколлен | Холменколлен | Холменколлен |
| Очков           | Место           | Сусм    | См      | Инд     | Спр     | Пр      | Спр        | Пр         | Эст        | Спр        | Пр         | МС         | Спр     | Пр      | Эст     | Спр        | Эст        | МС         | Спр      | Пр       | МС       | Инд    | Эст    | Спр            | Пр             | Сусм           | См             | См           | Спр          | Пр           | Инд          | Сусм         | МС           | Эст          | Спр          | Пр           | МС           |
| 66              | 53              | —       | —       | —       | —       | —       | —          | —          | —          | 65         | —          | —          | —       | —       | —       | —          | —          | —          | 30       | 35       | —        | 18     | 3      | 24             | 32             | —              | 7              | —            | —            | —            | 45           | —            | —            | —            | 70           | —            | —            |

| 2015/2016 Итоги | 2015/2016 Итоги | Эстерсунд | Эстерсунд | Эстерсунд | Эстерсунд | Эстерсунд | Хохфильцен | Хохфильцен | Хохфильцен | Поклюка | Поклюка | Поклюка | Рупольдинг | Рупольдинг | Рупольдинг | Рупольдинг | Рупольдинг | Рупольдинг | Антхольц | Антхольц | Антхольц | Канмор | Канмор | Канмор | Канмор | Преск-Айл | Преск-Айл | Преск-Айл | ЧМ Холменколлен | ЧМ Холменколлен | ЧМ Холменколлен | ЧМ Холменколлен | ЧМ Холменколлен | ЧМ Холменколлен | Ханты-Мансийск | Ханты-Мансийск |
| Очков           | Место           | Сусм      | См        | Инд       | Спр       | Пр        | Спр        | Пр         | Эст        | Спр     | Пр      | МС      | Спр        | Пр         | МС         | Инд        | Эст        | МС         | Спр      | Пр       | Эст      | Спр    | МС     | Сусм   | См     | Спр       | Пр        | Эст       | См              | Спр             | Пр              | Инд             | Эст             | МС              | Спр            | Пр             |
| 44              | 66              | —         | —         | —         | —         | —         | —          | —          | —          | —       | —       | —       | —          | —          | —          | —          | —          | —          | —        | —        | —        | —      | —      | —      | —      | 28        | 10        | 4         | —               | —               | —               | —               | —               | —               | —              | —              |